# Robert Peel
Sir Robert Peel, angleški politik, 5. februar 1788 Anglija, † 2. julij 1850.
Rodil se je tovarnarju. Pozneje je postal eden najpomembnejših politikov viktorjanske dobe, ki je imel vizije o prihodnosti britanskega imperija. V času (1812/18), ko je bil državni sekretar za Irsko, je ustanovil Irsko policijo. Kot britanski minister za notranje zadeve (1828/30) je na novo organiziral londonsko policijo (bobby). Med letoma 1834 in 1846 je izvedel denarno reformo. Začel je s svobodno trgovino. Judom in katolikom je izbolšal pravni položaj.
Tudi njegova sinova Arthur in William Robert Wellesley sta bila ugledna politika. V čast so mu postavili številne spomenike, ki danes stojijo pred pomembnimi stavbami.